# Kölner Kurrende
Die Kölner Kurrende wurde 1970 von Elke Mascha Blankenburg in Köln-Dellbrück als Kinder- und Jugendchor der Christuskirche gegründet. 1974 entwickelte sich die Kurrende zu einem gemischten Chor, der mit Chorwerken a cappella und Oratorien an die Öffentlichkeit trat. Ein Schwerpunkt der Aufführungen lag bei Werken von Komponistinnen. Im Jahr 2000 wurde Michael Reif als neuer Dirigent des Chores gewählt.

## Auszeichnungen
- 1981: 1. Preis Chorwettbewerb NRW.
- 1982: 2. Preis Deutscher Chorwettbewerb.[2]
- 1986: 3. Preis Internationaler Chorwettbewerb Arezzo (Italien).
- 1994: Silbermedaille Internationaler Chorwettbewerb Riva del Garda (Italien).

## Tondokumente
- Georg Friedrich Händel: Chöre Aus Dem Messias. Orchester und Chor der Kölner Kurrende. Dirigentin: Elke Mascha Blankenburg. Köln 1977, Polyphonia, F 666.490.[3]
- Fanny Mendelssohn-Hensel: Oratorium nach Bildern der Bibel. Orchester und Chor der Kölner Kurrende. Dirigentin: Elke Mascha Blankenburg. Gesangssolisten: Annemarie Fischer-Kunz, Thomas Thomaschke, Isabel Lippitz, Hitoshi Hatano, Köln 1984, classic production osnabrück, Barcode: 76120390092.[4]
- Geistliche und weltliche Chormusik. Werke von Francis Poulenc, Anton Bruckner, Heinrich Schütz, Zoltán Kodály, Felix Mendelssohn Bartholdy, Johannes Brahms, Robert Schumann. Orchester und Chor der Kölner Kurrende, Dirigentin: Elke Mascha Blankenburg. LP, Hübert 1986.[5]
- Albert Lortzing: Ali Pascha von Janina / Don Juan und Faust / Szenen aus Mozarts Leben. Kölner Rundfunk-Sinfonie-Orchester, Dirigent: Jan Stulen / Eberhard Bäumler. Chor der Kölner Kurrende, Dirigentin: Elke Mascha Blankenburg. Rezitation: Gert Westphal, und weitere Beteiligte. CD, Musikproduktion Dabringhaus und Grimm 1991.[6]
- Gioachino Rossini: Petite Messe solennelle. Kölner Kurrende, Dirigentin: Elke Mascha Blankenburg. Gesangssolisten: Jutta Potthoff, Ingeborg Most, Béla Mavràk, Instrumentalsolisten: Phillip Langshaw, Ursula Döll, Andreas Schönhage, Koch International 1993.[7]